# Business (Eminem)
Business er den femte og sidste single fra den amerikanske rapper Eminems verdensomspændende hit-album The Eminem Show. Singlen blev dog ikke udgivet i USA.
I sangen taler Eminem om at han og Dr. Dre arbejder sammen som Batman og Robin (lige det bliver forslået i musikvideoen til Without Me), i 'rapmobilen', for at rette op på hip-hop-verdenen. Dette er muligvis henvendt til Insane Clown Posse, da også omkvædet muligvis indeholder hentydninger til dem:
Derudover beskriver han også hamselv og Dr. Dre som den mest frygtindgydende konstellation siden Eminem og Elton John gamblede med deres respektive musikkarriere ("the most feared duet since me and Elton played career Russian Roulette"). Dette er en henvisning til deres optræden ved Grammy Awards 2001, da de fremførte Stan.

## Hitlister
| Hitliste (2003)                      | Højeste placering |
| ------------------------------------ | ----------------- |
| Australien (ARIA)                    | 4                 |
| Østrig (Ö3 Austria Top 40)           | 22                |
| Belgien (Ultratop 50 Flanderen)      | 28                |
| Belgien (Ultratop 50 Vallonien)      | 30                |
| European Hot 100 (Billboard)         | 17                |
| Tyskland (Official German Charts)    | 15                |
| Irish Singles Chart                  | 7                 |
| Holland (Dutch Top 40)               | 6                 |
| New Zealand (RIANZ)                  | 14                |
| UK Singles Chart                     | 6                 |
| U.S. Billboard Hot R&B/Hip-Hop Songs | 77                |
| U.S. Billboard Hot Rap Tracks        | 25                |